# Iskola a pult mentén
Az Iskola a pult mentén (eredeti cím: The Tender Bar) 2021-es amerikai filmdráma, amelyet William Monahan forgatókönyvéből George Clooney rendezett. A film J. R. Moehringer 2005-ös, azonos című memoárja alapján készült, és Moehringer Long Islanden töltött felnőtté válását meséli el. A főbb szerepekben Ben Affleck, Tye Sheridan, Daniel Ranieri, Lily Rabe és Christopher Lloyd látható. Ez volt Sondra James utolsó filmes szereplése 2021 szeptemberében bekövetkezett halála előtt.
Az Amazon Studios 2021. december 17-én adta ki korlátozott számú moziban. December 22-én széles körben is bemutatták, mielőtt 2022. január 7-én az Amazon Prime Video streaming-szolgáltatásán debütált volna. Általánosságban vegyes kritikákat kapott, azonban Afflecket Golden Globe- és Screen Actors Guild-díjra jelölték alakításáért.

## Cselekmény
1973-ban a 8 éves J. R. Maguire Long Islanden nőtt fel édesanyjával, Dorothyval. Mivel nem volt hol lakniuk, vissza kellett költözniük a nagyapjához. Rádiós műsorvezetőként dolgozó édesapját soha nem ismerte. Erős kötelék alakult ki édesanyja testvérével, Charlie-val, a helyi Dickens nevű bár tulajdonosával. Ő vált a pótapjává, J.R. a bárban töltötte az életét, különösen a nehéz időkben. Charlie nagybácsi bátorította a sportban nem túl jó fiút, hogy írással foglalkozzon, míg az anyja azt akarta, hogy ügyvéd legyen. 1986-ban diplomázott a Yale Egyetemen. Néhány évvel később a The New York Times-hoz szerződött.

## Szereplők
| Szerep           | Színész           | Magyar hang[forrás?]  |
| ---------------- | ----------------- | --------------------- |
| Charlie Maguire  | Ben Affleck       | Széles Tamás          |
| JR Maguire       | Tye Sheridan      | L. Nagy Attila        |
| JR gyerekként    | Daniel Ranieri    | Holló-Zsadányi Norman |
| JR felnőttként   | Ron Livingston    | Fekete Ernő           |
| Dorothy Maguire  | Lily Rabe         | Varga Gabriella       |
| JR apja (hangja) | Max Martini       | Bede-Fazekas Szabolcs |
| Maguire nagypapa | Christopher Lloyd | Fodor Tamás           |
| Maguire nagymama | Sondra Jame       |                       |
| Bobo             | Michael Braun     |                       |
| Joey D           | Matthew Delamater |                       |
| séf              | Max Casella       |                       |
| Wesley           | Rhenzy Feliz      | Béres Bence           |
| Sidney           | Briana Middleton  | Gubik Petra           |

## A film készítése
George Clooney-t 2020 decemberében erősítették meg rendezőnek, Ben Affleckkel pedig megkezdték a tárgyalásokat a főszereplésről. Affleck szerepét 2021 februárjában erősítették meg, Tye Sheridan és Lily Rabe főszereplésével együtt. 2021 márciusában Christopher Lloyd, Sondra James, Max Martini, Michael Braun, Matthew Delamater, Max Casella, Rhenzy Feliz, Ivan Leung, Briana Middleton és Daniel Ranieri csatlakozott a stábhoz.
A forgatás 2021. február 22-én kezdődött Kelet-Massachusetts különböző helyszínein, és április 14-én fejeződött be.
A forgatási helyszínek között szerepelt a lowelli Belvidere városrész, Beverly Massachusetts belvárosa, a braintree-i Granite Park környéke, valamint egy üres étteremépület a South Shore Plaza-ban, szintén Braintree-ben.

## Bemutató
Világpremierje a Londoni Filmfesztiválon volt 2021. október 10-én. 2021. december 17-én került korlátozott számban a mozikba, majd 2022. január 7-én jelent meg az Amazon Prime Video streaming-szolgáltatáson.

## Fordítás
- Ez a szócikk részben vagy egészben  a   The Tender Bar (film) című angol Wikipédia-szócikk fordításán alapul.  Az eredeti cikk szerkesztőit annak laptörténete sorolja fel. Ez a jelzés csupán a megfogalmazás eredetét és a szerzői jogokat jelzi, nem szolgál a cikkben szereplő információk forrásmegjelöléseként.